# Sandro Burki
Sandro Burki (16 de setembro de 1985) é um futebolista suíço que atua como meio-campo. Atualmente defende o o FC Aarau, da primeira divisão suíça.